# Тушемля
Тушемля (рос. Тушемля) — присілок Бокситогорського району Ленінградської області Росії. Входить до складу Климовського сільського поселення.
Населення — 19 осіб (2012 рік). 